# Calamoclostes
Calamoclostes (лат.) — род эмбий из подсемейства Archembiinae (Archembiidae). Южная Америка (Колумбия и Эквадор).

## Описание
Род Calamoclostes отличается от Archembia и Ecuadembia тем, что по склеротической дисковидной области на тергите 9T, кончик 10Lp1 сильно изогнут и острый. Calamoclostes отличается от Archembia тем, что дистальный выступ LC1dp апикальный (медиальный у Archembia).

## Систематика
6 видов. Группа, образованная родами Archembia и Calamoclostes, чётко выделяется по типу происхождения крыловых жилок B, большой анальной крыловой области, прямому каудальному выступу левого гемитергита 10Lp1 с лопатообразной вершиной и Ep, сросшемуся с каудальным выступом правого гемитергита 10Rp1.
- Calamoclostes albistriolatus Enderlein, 1909 — Эквадор
- Calamoclostes auriceps Ross[англ.], 2001 — Эквадор[4]
- Calamoclostes gurneyi Ross, 1944 — Колумбия
- Calamoclostes micropterus Ross, 2001 — Эквадор
- Calamoclostes oculeus Ross, 2001 — Колумбия
- Calamoclostes silvestris Ross, 2001 — Эквадор